# Arma química
Arma química (CW) é um dispositivo que utiliza produtos químicos formulados para causar a morte ou lesões em seres humanos. Que podem ser classificados como armas de destruição em massa embora estejam separados de armas biológicas (doenças), armas nucleares e radiológicas (que usam o decaimento radioativo de elementos). As armas químicas podem ser amplamente dispersas em gás, líquido e formas sólidas e pode facilmente afligir os outros do que os alvos intencionais. Dois exemplos modernos são o gás nervoso e o gás lacrimogêneo.
Letal, unitário, agentes e munições químicas são extremamente voláteis e constituem uma classe de armas químicas perigosas que estão sendo armazenadas por muitas nações. (Agentes unitários são eficazes por conta própria e não necessitam de mistura com outros agentes.) O mais perigoso deles são agentes nervosos GA, GB, e VX, e vesicantes (blister) agentes que são formulações do gás mostarda, tais como H, HT e HD. Todos são líquidos à temperatura ambiente normal, mas tornam-se gasosos quando liberados. Amplamente utilizado durante a Primeira Guerra Mundial, os efeitos do chamado gás mostarda, gás fosgênio e outros causaram cauterização de pulmão, cegueira, morte e mutilação.
Acordo com a Convenção sobre as Armas Químicas (1993), há uma juridicamente vinculativa, proibição mundial sobre a produção, o armazenamento e a utilização de armas químicas e seus precursores. Apesar, grandes estoques dos mesmos continuam a existir, geralmente justificados como apenas uma precaução contra o suposto uso por um agressor.

## O direito internacional sobre armas químicas

### Antes da Segunda Guerra Mundial
O Direito internacional proibiu o uso de armas químicas desde 1899, sob a Convenção de Haia: O artigo 23 dos regulamentos respeitando as Leis e Costumes da Guerra Terrestre aprovadas pela Primeira Conferência de Haia, "especialmente" proibindo a utilização de "venenos e armas envenenadas"; também, uma declaração independente afirmou que em qualquer guerra entre potências signatárias, as partes se abstenham de utilizar projéteis "cujo objetivo é a difusão de gases asfixiantes ou prejudiciais".
O Tratado Naval de Washington, assinado em 6 de fevereiro de 1922, também conhecido como Five-Power Treaty, destinado a proibir armas químicas, mas não teve sucesso porque os franceses rejeitaram. O fracasso subsequente para incluir armas químicas tem contribuído para o aumento resultante nos estoques.
O Protocolo de Genebra, oficialmente conhecido como o Protocol for the Prohibition of the Use in War of Asphyxiating, Poisonous or other Gases, and of Bacteriological Methods of Warfare, é um tratado internacional proibindo o uso de armas químicas e biológicas. O acordo foi assinado em Genebra, 17 de junho de 1925 e entrou em vigor em 8 de fevereiro de 1928. 133 países são listados como signatários o Tratado que a Ucrânia aderiu em 7 de agosto de 2003 e é a nação mais recente como membro. Esse tratado afirma que as armas químicas e biológicas são "justamente condenados pela opinião geral do mundo civilizado". Enquanto o tratado proíbe o uso de armas químicas e biológicas, que não aborda a produção, armazenamento ou transferência destas armas. Tratados posteriores é que abordam essas omissões e foram promulgadas.

### Acordos modernos

Estados signatários da Convenção sobre as Armas Químicas. Os territórios de cor clara são os países que declararam que têm arsenais de armas químicas ou que se sabe que eles têm instalações de produção de armas químicas.

A Convenção sobre as Armas Químicas (CWC) é o mais recente acordo de controle de armas com força do direito internacional. Seu nome completo é Convention on the Prohibition of the Development, Production, Stockpiling and Use of Chemical Weapons and on their Destruction. O acordo proíbe a produção, armazenamento e uso de armas químicas. É administrado pela Organização para a Proibição de Armas Químicas (OPAQ), que é uma organização independente com sede em Haia.
A OPAQ administra os termos da CWC com 188 signatários o que representa 98% da população global. Dos estoques, 44 131 das 71 194 toneladas declaradas (61,99%) foram destruídas. A OPAQ realizou 4 167 inspeções em 195 instalações industriais químicas e 1 103 relacionadas com armas. Estas inspeções têm afetado o território soberano de 81 Estados signatários, desde abril de 1997. Em todo o mundo, 4 913 instalações industriais estão sujeitas a inspeções.

## Uso

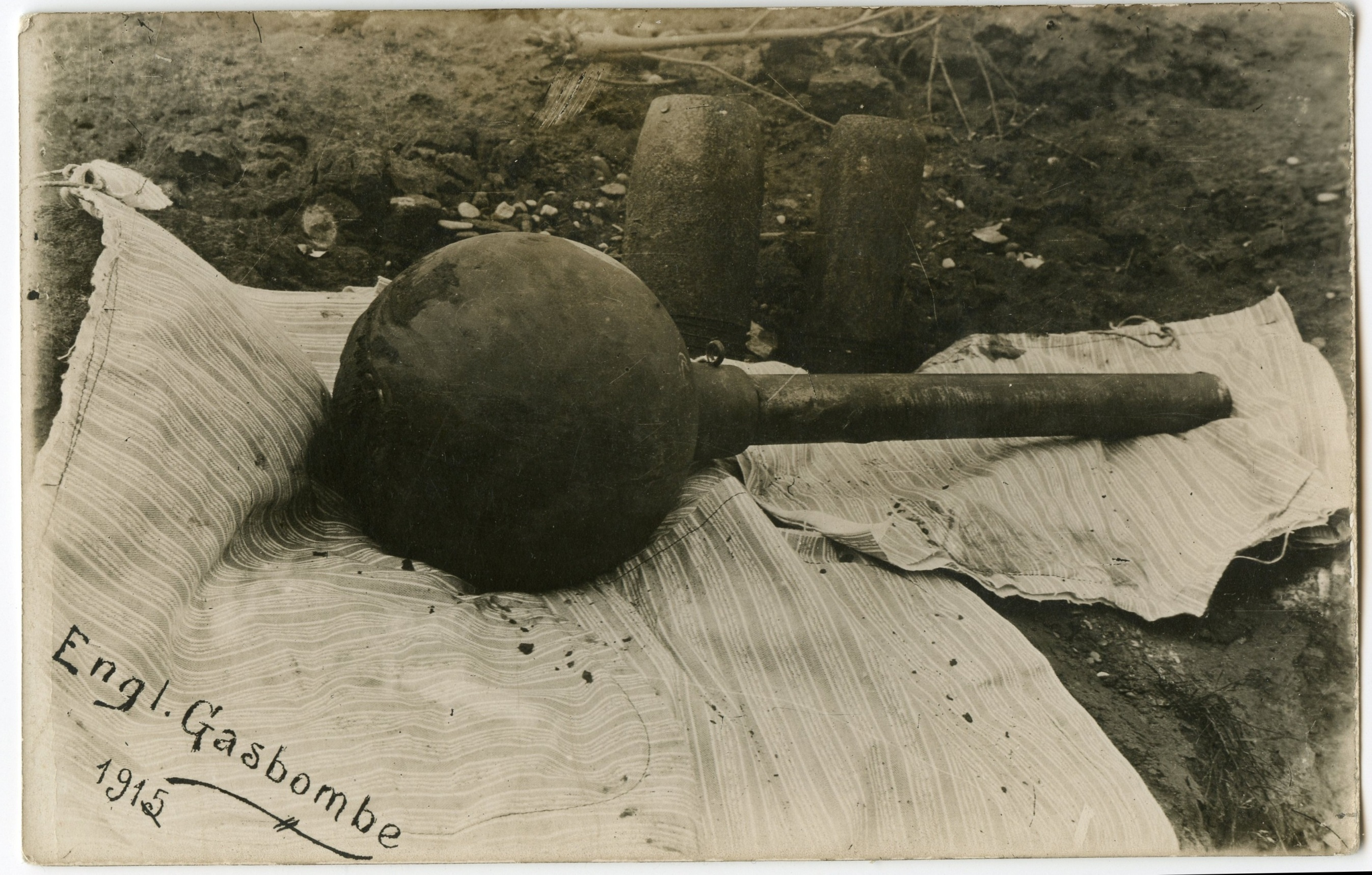
Uma bomba de gás britânica que foi usada durante a Primeira Guerra Mundial.

Guerra química envolve o uso das propriedades tóxicas de substâncias químicas como as armas. Este tipo de guerra é distinta da guerra nuclear e guerra biológica, que juntos compõem a NBC, o inicialismo militar para Nuclear, Biológica e Química (guerra ou armas). Nenhum deles cai sob as armas convencionais que são principalmente eficazes devido ao seu potencial destrutivo. Guerra química não depende de força explosiva para alcançar um objetivo. Pelo contrário, depende das propriedades únicas do agente químico como arma. Um agente letal é projetado para ferir ou incapacitar o inimigo, ou negar o uso irrestrito de uma determinada área de terreno. Desfolhantes são usados para matar rapidamente a vegetação e negar o seu uso para a cobertura e ocultação. Um agente também pode ser usado contra a agricultura e pecuária para promover a fome e inanição. Cargas químicas podem ser dispersas pela liberação através de controle remoto do recipiente por aviões, ou foguetes. A proteção contra armas químicas inclui equipamento adequado, treinamento e medidas de descontaminação.

## Países com estoques

### Estados membros da CWC com estoques declarados
Dos 190 países signatários do CWC, os Estados membros listados abaixo também declararam estoques, concordaram com a destruição monitorada, e verificação e, em alguns casos, usando armas químicas em conflito. Ambos os objetivos militares e população civil foram afetadas por populações atingidas nem sempre sofreram ferimentos colateralmente, mas, às vezes, são o alvo do ataque. Em 2012, apenas quatro nações estão confirmadas como tendo de armas químicas: os Estados Unidos, Rússia, Coreia do Norte e Síria.

#### Índia
Índia declarou seu estoque de armas químicas em junho de 1997. Declaração da Índia veio após a entrada em vigor do CWC que criou a OPAQ. Índia declarou um estoque de 1 044 toneladas de gás mostarda em sua posse. Em 14 de janeiro de 1993 a Índia tornou-se um signatário original do CWC. Em 2005, entre as seis nações que declararam a posse de armas químicas, a Índia foi o único a cumprir o seu prazo de destruição de armas químicas e para a inspeção de suas instalações por parte da OPAQ. Até o final de 2006, a Índia tinha destruído mais de 75% de seu arsenal de armas químicas/materiais e foi concedida uma prorrogação para destruir (os estoques remanescentes até abril de 2009) e esta esperado para atingir 100% de destruição dentro desse prazo. Em 14 de maio de 2009, a Índia informou a Organização das Nações Unidas que tinha destruído o seu arsenal de armas químicas.

#### Iraque

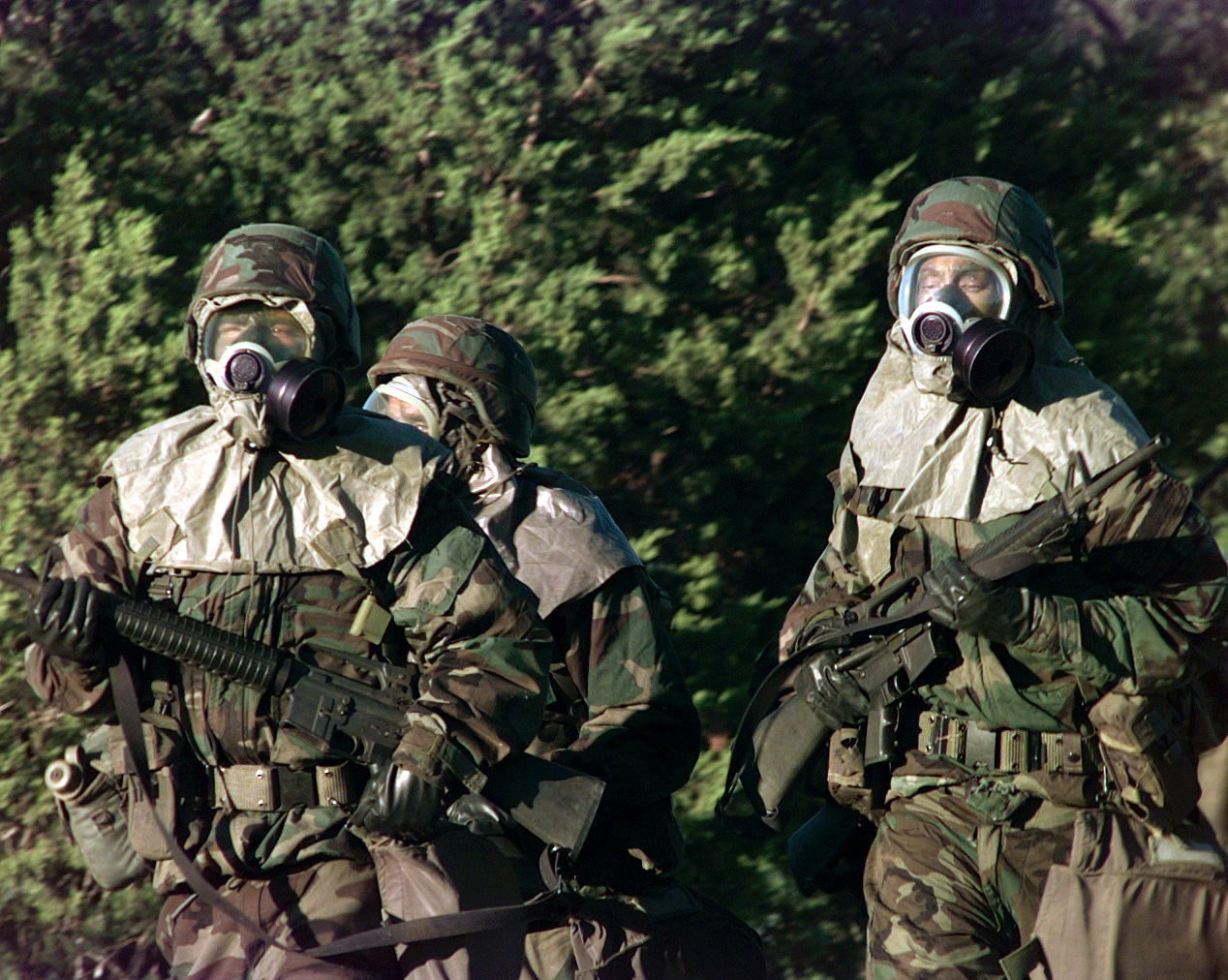
Soldados americanos usando proteção química completa.

A Organização para a Proibição de Armas Químicas, que supervisiona as medidas de destruição anunciou "O governo do Iraque tinha depositado sua adesão à Convenção sobre as Armas Químicas com o Secretário-Geral das Nações Unidas e dentro de 30 dias, em 12 de fevereiro de 2009, vai se tornar o 186º Estado Membro da Convenção". O Iraque também declarou estoques de armas químicas, e por causa de sua recente adesão e é o único Estado Membro isento de tempo para destruição. Em 7 de setembro de 2011 o Sr. Hoshyar Zebari entrou na sede da OPAQ, tornando-se o primeiro Ministro das Relações Exteriores iraquiano a visitar oficialmente desde que o país aderiu à CWC.
Em 28 de junho de 1987, aviões iraquianos dispararam o que se acreditava ser gás mostarda em um ataque contra a cidade iraniana de Sardasht. Em dois ataques separados contra quatro áreas residenciais, as vítimas foram estimadas em 10 civis mortos e 650 civis feridos.
Em 2017 em Mossul foram encontrados armas químicas que estavam sendo testadas pelo Daesh contra prisioneiros de guerra.

#### Japão

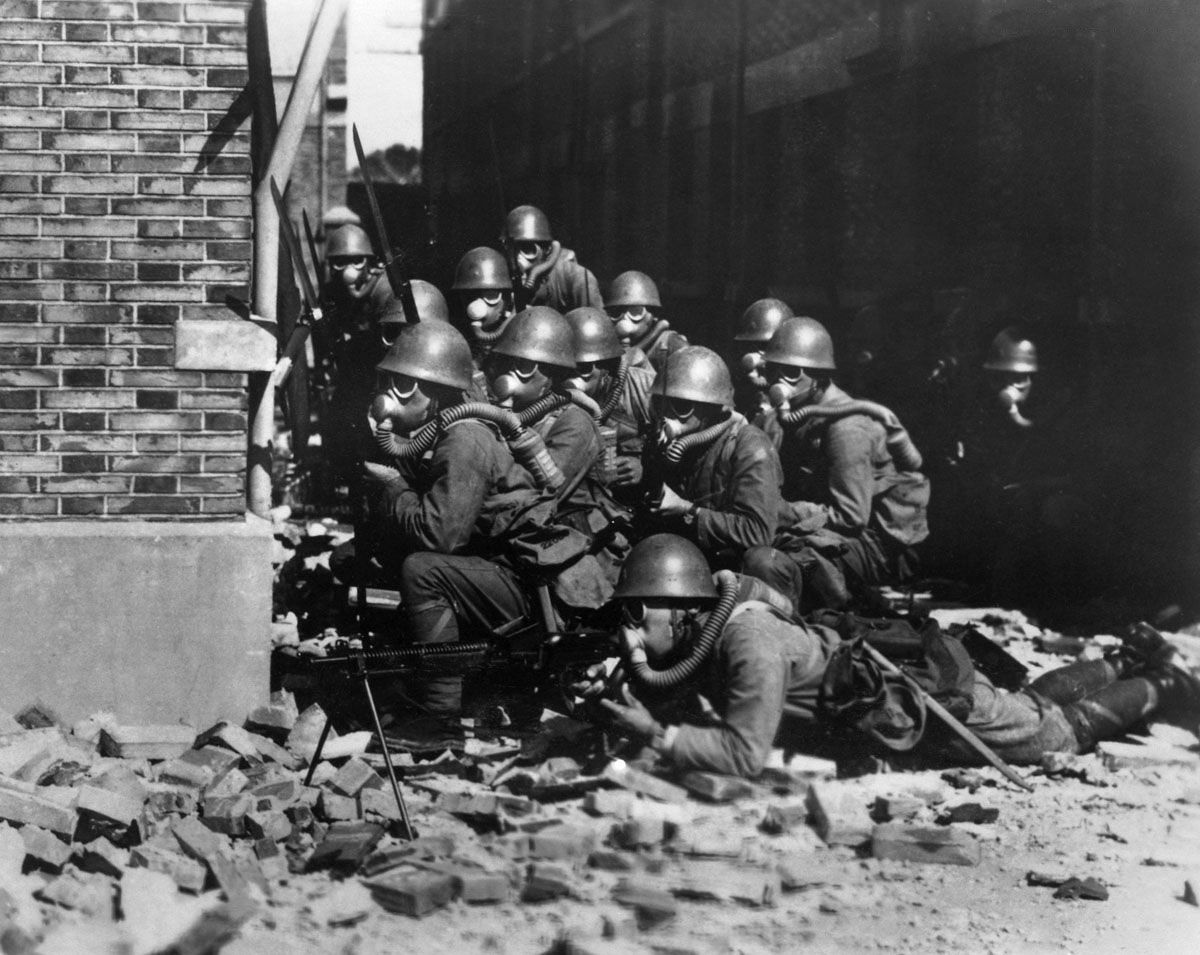
Força Especial Naval do Japão usando máscaras de gás e luvas de borracha durante um ataque químico perto de Chapei, na Batalha de Xangai.

Japão armazenou armas químicas no território da China continental entre 1937 e 1945. As armas continham principalmente uma mistura de gás mostarda e lewisite. As armas são classificadas como armas químicas abandonadas pela CWC e o Japão começou a sua destruição em setembro de 2010 em Nanquim utilizando instalações de destruição móveis.

#### Líbia
Líbia usou armas químicas sob o regime de Muammar al-Gaddafi em uma guerra com o Chade. Em 2003, Gaddafi concordou em aderir à convenção, em troca de "reaproximação" com as nações ocidentais. Na época do levante líbio contra Gaddafi, a Líbia ainda tinha o controle de aproximadamente 11 250 toneladas de gás mostarda. Devido a desestabilização, preocupações têm aumentado sobre as possibilidades e probabilidade de que o controle de tais agentes poderiam ser perdidos. Com o terrorismo como a principal preocupação, organizações internacionais estão buscando garantir que a Líbia é responsável por suas obrigações nos termos do tratado. Conselho Nacional de Transição da Líbia está cooperando com a Organização para a Proibição de Armas Químicas sobre a destruição de todas as armas químicas da herança no país. Depois de avaliar os estoques de produtos químicos, o governo líbio receberá um prazo da OPAQ para destruir as armas.

#### Rússia

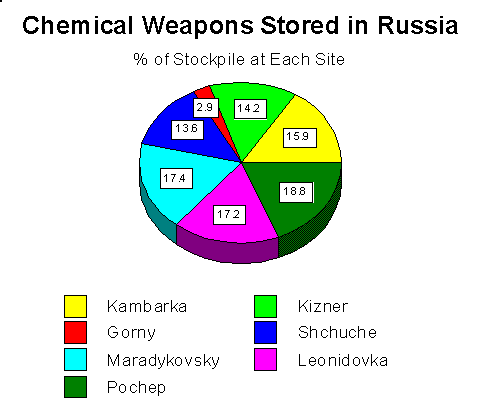
Armas químicas armazenados na Rússia.

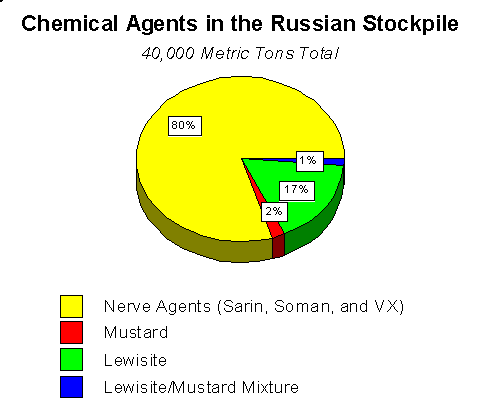
Estoques de armas químicas da Rússia.

Rússia entrou na CWC com o maior estoque declarado de armas químicas. Até 2010 o país tinha destruído 18 241 toneladas em instalações de destruição localizadas em Gorny (Oblast de Saratov) e Kambarka (República da Udmúrtia) onde as operações terminaram e Shchuchye (Oblast de Kurgan), Maradykovsky (Oblast de Kirov), Leonidovka (Oblast de Penza), enquanto as instalações são em construção em Pochep (Oblast de Briansk) e Kizner (República da Udmúrtia).

#### Estados Unidos
Os Estados Unidos armazenam suas armas químicas em 8 instalações do Exército dos Estados Unidos dentro dos Estados Unidos Continentais (CONUS). Os estoques foram mantidos em zonas de exclusão no seguinte o Departamento de instalações do Exército (as porcentagens indicadas são reflexos da quantidade em peso):
- Tooele Army Depot (TEAD), Utah (42,3% do estoque total)
- Pine Bluff Arsenal (PBA), Arkansas (12%)
- Umatilla Depot Activity (UMDA), Oregon (11,6%)
- Pueblo Depot Activity (PUDA), Colorado (9,9%)
- Anniston Army Depot (ANAD), Alabama (7,1%)
- Aberdeen Proving Ground (APG), Maryland (5%)
- Newport Army Ammunition Plant (NAAP), Indiana (3,9%)
- Blue Grass Army Depot (BGAD), Kentucky (1,6%).

Os 6.6% restantes foram localizado no Atol Johnston no Oceano Pacífico.
Atualmente os estoques foram eliminados no Atol Johnston, APG, NAAP, UMDA, PBA, TEAD, e ANAD. PUDA começará a eliminação durante o ano fiscal de 2015, e terminara no ano fiscal de 2017. BGAD será o último a completar a eliminação na data provisória que não foi definida.
A política dos Estados Unidos sobre o uso de armas químicas é o direito de retaliar. Primeiro uso, ou uso preventivo, é uma violação da política estabelecida. Somente o presidente dos Estados Unidos pode autorizar a primeira utilização de retaliação. A política oficial atual reflete a probabilidade de armas químicas sejam utilizadas como uma arma terrorista.

#### Síria
Antes de setembro de 2013, a Síria foi um dos apenas 7 Estados que não eram membros da Convenção de Armas Químicas. No entanto, é membro do Protocolo de Genebra de 1925 que proíbe o uso de armas químicas na guerra, mas não tem nada a dizer sobre produção, armazenamento ou transferência.
Oficiais sírios afirmaram que eles se sentem convenientes no impedimento contra o programa de armas nucleares de forma semelhante que Israel não admitiu, quando é questionado sobre o assunto, mas apenas em 23 de julho de 2012, o governo sírio reconheceu pela primeira vez que tinha armas químicas.
Avaliações independentes indicam que a produção síria poderia ser até um total combinado de algumas centenas de toneladas de agentes químicos por ano. Síria supostamente fábrica Sarin, Tabun, VX e tipos de gás mostarda de armas químicas.
Instalações de produção de armas químicas da Síria foram identificadas por especialistas ocidentais de não proliferação em cerca de 5 locais, além de uma base de armas suspeita:
- Al-Safira (base de mísseis Scud)
- Cerin
- Hama
- Homs
- Lataquia
- Palmira

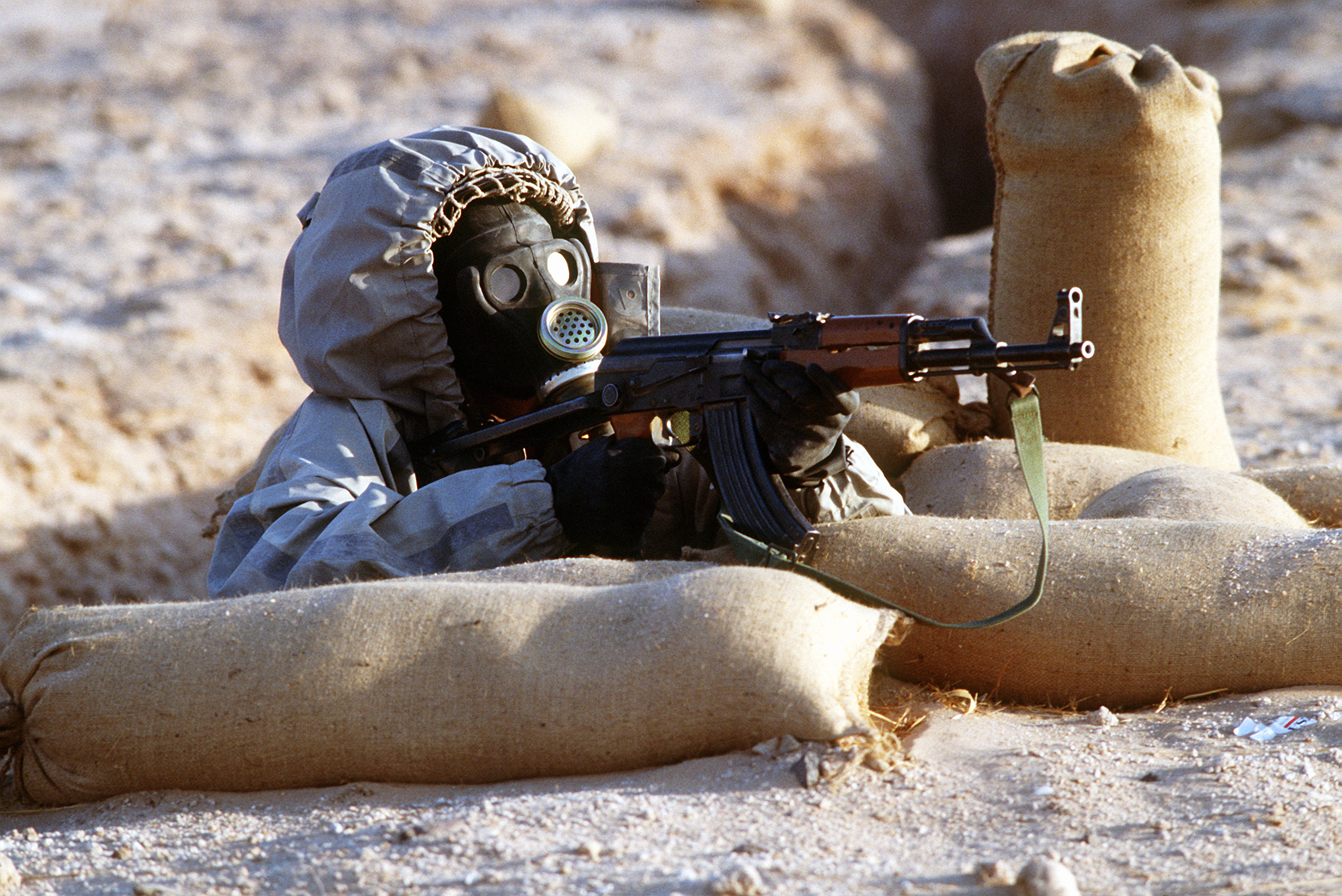
Um soldado sírio com um rifle de assalto AKS-47 usando uma máscara modelo ShMS de guerra nuclear-química-biológica de fabricação soviética.

Em julho de 2007, um depósito de armas sírio explodiu, matando pelo menos 15 sírios. A revista britânica Jane's Defence Weekly, fez reportagens sobre assuntos militares e corporativos, acredita que a explosão aconteceu quando os militares iranianos e sírios tentaram encaixar um míssil Scud com uma ogiva de gás mostarda. Síria afirmou que a explosão foi acidental e não química como relatado.
Em 13 de julho de 2012, o governo sírio mudou seu estoque para um local desconhecido.
Em setembro de 2012, surgiu a informação de que os militares sírios tinham começado os testes de armas químicas e estavam reforçando e reabastecimento um alojamento de base dessas armas localizadas a leste de Alepo, em agosto.
Em 19 de março de 2013 surgiram notícias da Síria, indicando o primeiro uso de armas químicas desde o início do levante sírio.
Em 21 de agosto de 2013 testemunhos e provas fotográficas surgiram da Síria, indicaram um ataque em grande escala com armas químicas em Ghouta, um centro urbano povoado.
Em 14 de outubro de 2013 a Síria aderiu oficialmente à Convenção sobre as Armas Químicas.

### Estados não membros da CWC com estoques

#### Israel
Embora Israel tenha assinado a CWC, não ratificou o tratado e, portanto, não está oficialmente vinculado por seus princípios. O país é acreditado para ter um estoque significativo de armas químicas, provavelmente o mais abundante do Oriente Médio, de acordo com o Serviço de Inteligência Estrangeira da Rússia. Em um relatório da CIA de 1983, afirmou que Israel, depois de "encontrar-se cercado por estados árabes com capacidades de armas químicas, tornou-se cada vez mais consciente de sua vulnerabilidade aos ataques químicos... Realizou um programa de preparação de guerra química em ambas as áreas de ataque e de proteção... No final de 1982, uma provável instalação de produção de agentes nervosos e uma instalação de armazenamento foram identificados em Dimona Sensitive Storage Area no deserto de Negueve. Outras produções de agentes químicos acreditasse que existem dentro de uma bem desenvolvida indústria química de Israel".
Em 1992, o Voo 1862 da El Al caiu a caminho de Tel Aviv e foi encontrado carregando um precursor para a produção de gás sarin, uma arma química de destruição em massa proibida pela CWC. Israel insistiu no momento que os materiais eram não tóxicos. Este carregamento foi proveniente de uma fábrica de produtos químicos dos Estados Unidos da IIBR sob uma licença do Departamento de Comércio dos Estados Unidos.
Em 2014, o U.S. Congress Office of Technology Assessment registrou Israel como um país geralmente notificado como tendo capacidades não declaradas de guerra química ofensivas.

#### Coreia do Norte
A Coreia do Norte não é signatária do CWC e nunca reconheceu oficialmente a existência do seu programa de armas químicas ofensivo. No entanto, o país se acredita possuir um arsenal substancial de armas químicas. Teria adquirido a tecnologia necessária para a produção de gás mostarda e tabun já na década de 1950. Em 2009, o International Crisis Group informou que a opinião de especialistas foi de que a Coreia do Norte teve um estoque de cerca de 2 500 a 5 000 toneladas de armas químicas, incluindo o gás mostarda, sarin e outros agentes nervosos.

### Destruição das armas químicas da Síria
Um acordo foi alcançado em 14 de setembro de 2013 chamado Framework For Elimination of Syrian Chemical Weapons; levando à eliminação dos estoques de armas químicas da Síria em meados de 2014.

## Meios e formas

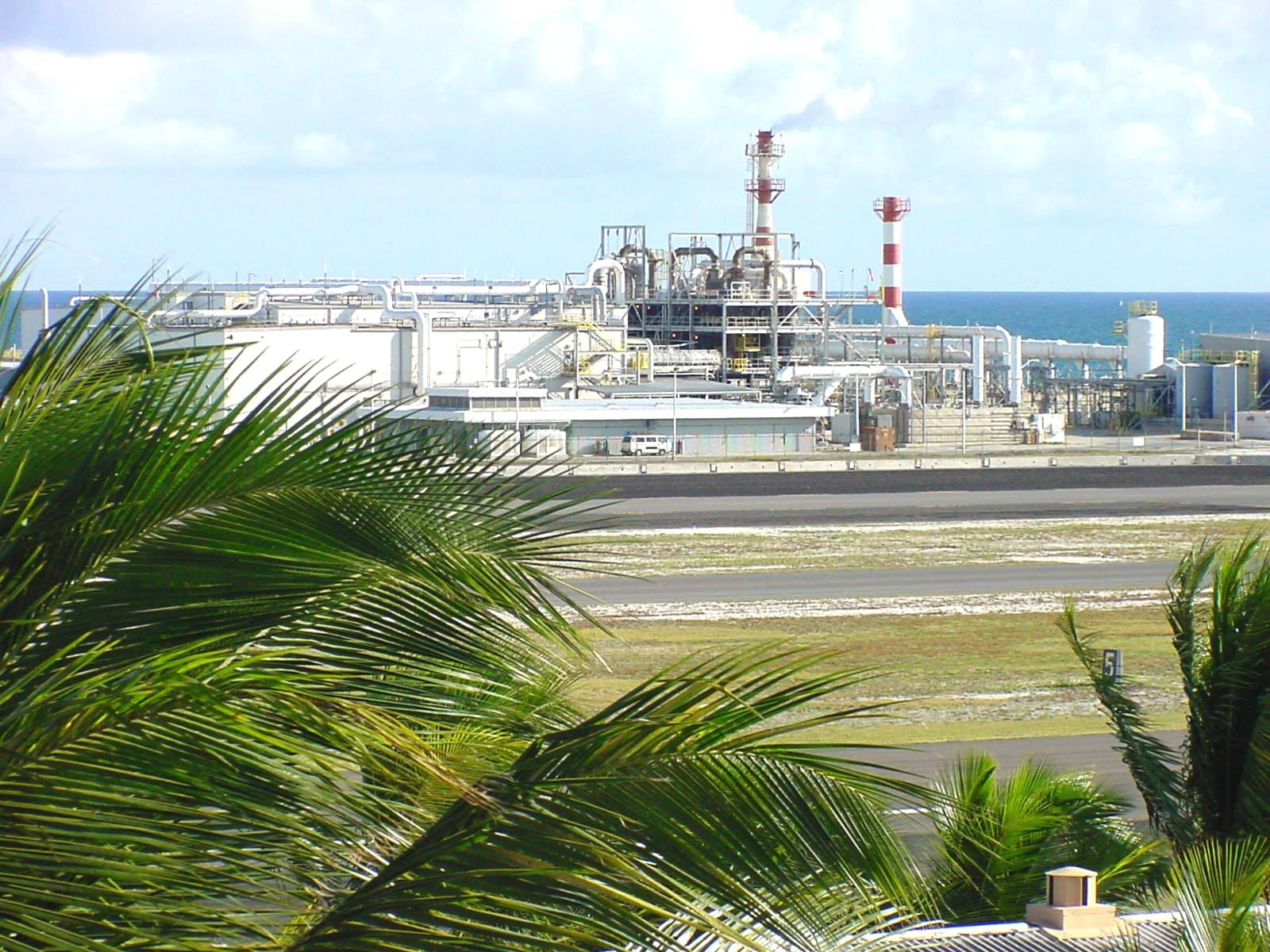
Sistema de destruição dos agentes químicos em Atol Johnston antes da demolição.

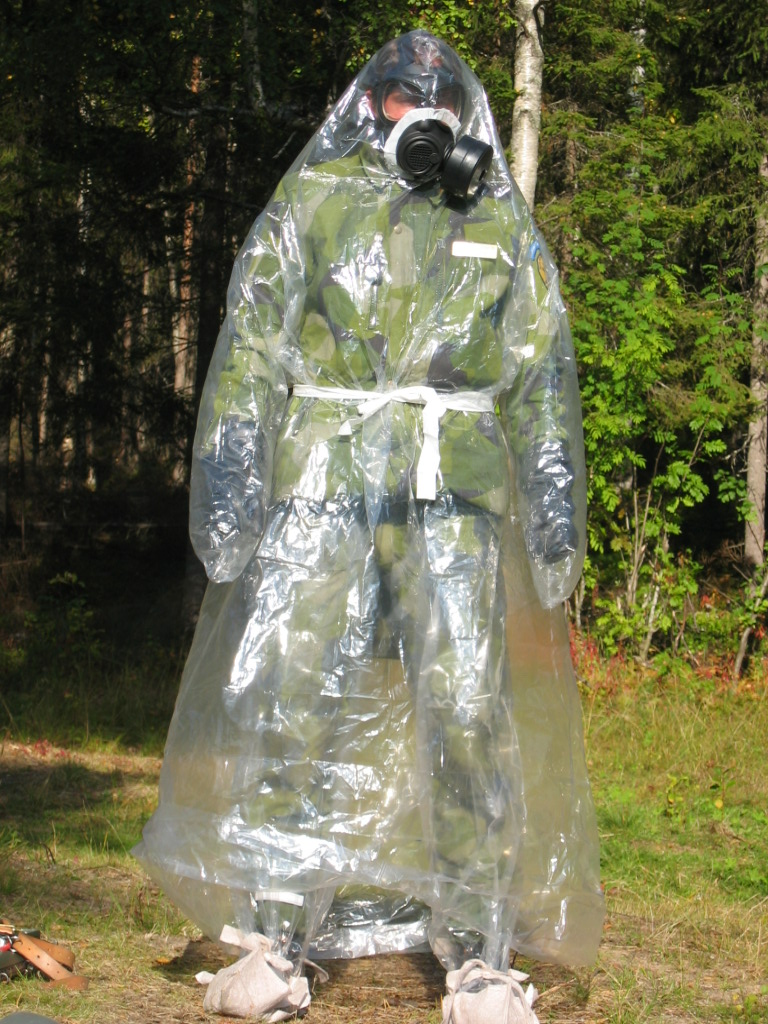
Um soldado do exército sueco vestindo uma roupa de proteção de agentes químicos (C-vätskeskydd) e uma máscara de proteção (skyddsmask 90).

Existem três configurações básicas em que estes agentes são armazenados. O primeiro são as munições autossuficientes, como projéteis, cartuchos, minas e foguetes; estes podem conter propulsor e/ou componentes de explosivos. A próxima forma são munições entregues em aeronaves. Esta forma não tem um componente explosivo. Juntos, eles compõem as duas formas que são armas e estão prontos para o uso pretendido. O estoque dos Estados Unidos consistia em 39% dessas munições prontas. A terceira forma é o agente bruto alojado em contêineres de uma tonelada. O restante dos 61% do estoque foi desta forma. Considerando que esses produtos químicos existem na forma líquida à temperatura ambiente normal, o gás mostarda, H e HD é congelado em temperaturas abaixo de (12,8 °C). Mistura de lewisite com mostarda destilada reduz o ponto de congelação até (-25,0 °C).
Temperaturas mais altas são uma preocupação maior, porque a possibilidade de uma explosão aumenta à medida que as temperaturas sobem. Um incêndio em uma dessas instalações colocaria em risco a comunidade envolvente, bem como o pessoal nas instalações. Talvez mais à comunidade, tendo muito menos acesso aos equipamentos de proteção e treinamento especializado. O Laboratório Nacional de Oak Ridge realizou um estudo para avaliar as capacidades e os custos para proteger as populações civis durante as emergências relacionadas, a eficácia da experiência e abrigos no local.

## Destruição

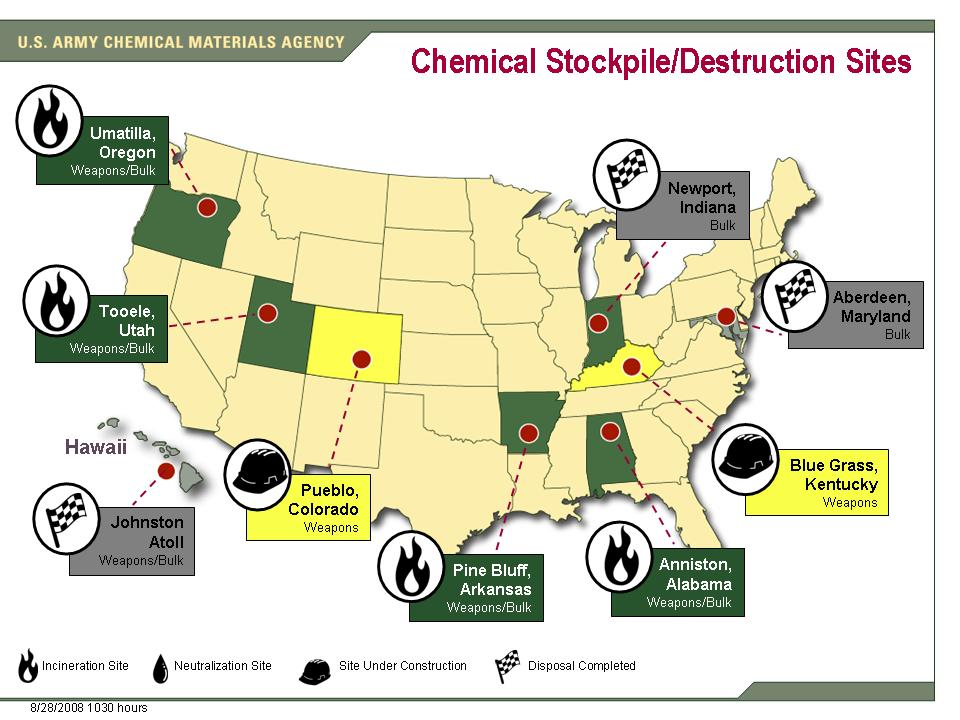
Localizações de estoques/destruição de armas químicas dos Estados Unidos e os locais em estado de funcionamento a partir de 28 de agosto de 2008.

Os estoques, que foram mantidos por mais de 50 anos, são agora considerados obsoletos. Direito Público 99-145, possui a seção 1412 que dirige o Departamento de Defesa (DOD) a eliminar os estoques. Esta diretiva caiu sobre o DOD com a cooperação conjunta da Agência Federal de Gestão de Emergências (FEMA). A diretiva do Congresso resultou no presente Programa de Eliminação Química de Estoques.
Alguns lugares onde as armas químicas foram testadas, como o Projeto San Jose, no Panamá, não foram incluídos no programa de eliminação. Milhares de minas na ilha ainda estão cheios de gás químico e pode ser desencadeada por pedestres.
Historicamente, munições químicas foram eliminadas por enterramento, queima a céu aberto, e práticas de despejo no oceano (conhecido como Operação CHASE). No entanto, em 1969, o Conselho Nacional de Pesquisa (NRC) recomendou que o despejo no mar tinha que ser interrompido. O Exército, em seguida, começou um estudo de tecnologias de eliminação, incluindo a avaliação da incineração, bem como métodos de neutralização química. Em 1982, este estudo culminou na escolha da tecnologia de incineração, que é agora incorporada no que é conhecido como o sistema baseline. Construção do Sistema de Destruição de Agentes Químicos de Atol Johnston (JACADS) começou em 1985.
Este era para ser uma instalação protótipo em escala real utilizando o sistema baseline. O protótipo foi um sucesso, mas ainda havia muitas preocupações sobre as operações no território continental dos Estados Unidos. Para lidar com a crescente preocupação pública sobre a incineração, o Congresso, em 1992, dirigiu ao Exército que avaliasse outras abordagens de eliminação alternativa que podem ser "significativamente mais seguro", mais rentável, e que pode ser concluído dentro do prazo estabelecido. O Exército foi direcionado para relatar ao Congresso sobre as tecnologias alternativas possíveis até o final de 1993 e incluir nesse relatório "todas as recomendações que a Academia Nacional de Ciências fez...". Em junho de 2007 o programa de eliminação alcançou um marco atingindo 45% de destruição do arsenal de armas químicas. A Agência de Materiais Químicos (CMA) fornece atualizações regulares para o público a respeito do status do programa destruição. Em outubro de 2010, o programa atingiu 80% de status de destruição.

## Letalidade

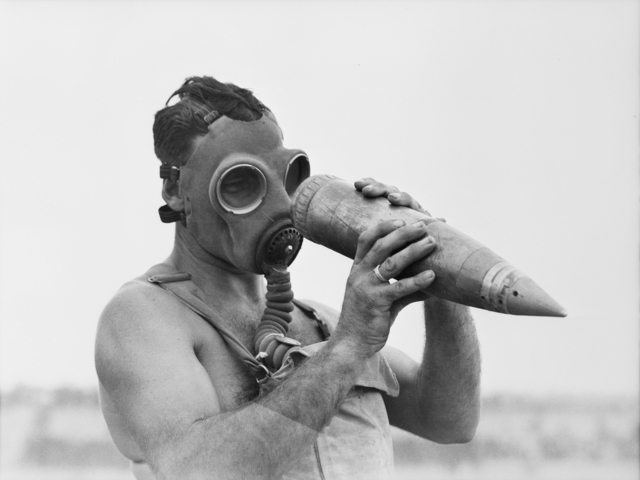
Um observador australiano em uma área-alvo afetada por gás para registrar resultados. Está examinando uma granada que não explodiu.

As armas químicas são ditas para "fazer uso deliberado das propriedades tóxicas de substâncias químicas para infligir a morte". No início da Segunda Guerra Mundial foi noticiado nos jornais que "regiões inteiras da Europa" seriam transformados em "terras sem vida". No entanto, as armas químicas não foram utilizadas. Os nazistas nunca chegaram a empregar armas químicas em combate, mas por outro lado, usou vários agentes químicos em seus campos de extermínios contra judeus e outros.
Um incidente com armas químicas não intencional ocorreu no porto de Bari. Um ataque alemão na noite de 2 de dezembro de 1943, nas embarcações danificadas dos Estados Unidos no porto resultou na liberação de gás mostarda que infligiu um total de 628 vítimas.
O governo dos Estados Unidos foi muito criticado por expor americanos a agentes químicos ao testar os efeitos da exposição. Estes testes foram realizados, muitas vezes sem o consentimento ou conhecimento prévio dos soldados afetados. Muitos australianos também foram expostos, como resultado dos "testes da Ilha Brook" realizado pelo Governo britânico para determinar as prováveis consequências de ataques químicos em condições tropicais, do qual pouco foi então conhecido. Alguns agentes químicos são projetados para produzir mentes alternativas tornando a vítima incapaz de realizar a sua missão atribuída. Estes são classificados como agentes incapacitantes e a letalidade não é um fator da sua eficácia.

## Unitário contra armas binárias
Munições binárias contêm dois produtos químicos não misturados e isolados que não reagem para produzir efeitos letais até que misturados. Isso geralmente acontece pouco antes do uso no campo de batalha. Em contraste, as armas unitárias são munições químicas letais que produzem um resultado tóxico em seu estado existente. A maior parte do arsenal de armas químicas é unitária e a maior parte dela são armazenados em recipientes de uma tonelada.